# Labé (prefectuur)
Labé is een prefectuur in de regio Labé van Guinee. De hoofdstad is Labé, die tevens de hoofdstad van de regio Labé is. De prefectuur heeft een oppervlakte van 2.130 km² en heeft 318.938 inwoners.
De prefectuur ligt in het noorden van het land, in het hoogland van Fouta Djalon.

## Subprefecturen
De prefectuur is administratief verdeeld in 13 sub-prefecturen:
1. Labé-Centre
2. Dalein
3. Daralabe
4. Diari
5. Dionfo
6. Garambé
7. Hafia
8. Kaalan
9. Kouramangui
10. Noussy
11. Popodara
12. Sannou
13. Tountouroun